# ヴァイマル (ラーン)
ヴァイマル (ラーン) (ドイツ語: Weimar (Lahn)) は、ドイツ連邦共和国ヘッセン州マールブルク＝ビーデンコプフ郡に属す町村（以下、本項では便宜上「町」と記述する）である。町政の中心はニーダーヴァイマル地区にある。

## 地理

### 位置
町域は、マールブルクの南のラーン川の谷から、西はその支流であるアルナ川（およびオーエ川）やヴェンクバッハ川（およびヴァルガーバッハ川）の谷にまで広がっている。
この町は、自然区域上、マールブルガー・ラーンタール盆地（ラーン川沿いおよびその周辺地区）、ザルツベーデ谷（ヴェンクバッハ川およびヴァルガーバッハ川上流部）、エルンハウゼン＝ミヒェルバッハ盆地（アルナ川下流域水系のヴァイアースハウゼン地区およびアルナ地区）およびダムスホイザー・クッペン（オーエ川中流のネッセルブルン地区）に位置している。

### 隣接する市町村
ヴァイマルは、北はマールブルク、東はエプスドルファーグルント、南はフロンハウゼン、南西はローラ、西はグラーデンバッハ（以上、いずれもマールブルク＝ビーデンコプフ郡）と境を接する。

## 歴史
Weimar という地名は古ゲルマン語の wih（「聖なる」「献げられた」）と古高ドイツ語の mar（「湖」「沼」「湿地」）が組み合わされたものである。
アルナは、807年頃に初めて文献に記録されており、この町で最も古い集落である。また、ケーナ、オーバーヴァイマル、ニーダーヴァイマルが、その集落名から、町域内で最も古い集落と見なされている。オーバーヴァイマルのマルティン教会の創設は、聖ボニファティウス以前、600年頃のアイルランド＝スコットランド系修道士による布教活動の時代とされる。
近年、ニーダーヴァイマル近郊の砂利採取場拡張によって、新石器時代およびローマ帝国時代初期の大きな定住地跡が発見された。

### 町の創設以前
町ができる以前、集落はいくつかの裁判区（行政機能も有していた）に属していた。町の西部にあたるアルナ、オーバーヴァイマル（ゲルマースハウゼンを含む）、ヴァイアースハウゼン、ケーナ、ネッセルブルン、ニーダーヴァルゲルンおよび南東端のヴォルフスハウゼンといった地区がライツベルク裁判区に属した。ライツベルク裁判所はオーバーヴァイマル近郊の丘の上にあった。オーバーヴァイマルは、近隣の教会の中心でもあった。マールブルクも、12世紀に固有の教区が設けられるまでは、オーバーヴァイマルのマルティン教会の教区に属していた。南東部のアルゲンシュタイン、ヴェンクバッハは貴族のシェンケン・ツー・シュヴァインスバッハ家のシェンキシュ・アイゲン裁判区に属した。南西端のシュテーデバッハはドイツ騎士団の所領、北東端のニーダーヴァイマルは方伯領であった。

### 町村合併
1971年1月1日にアルナ、ニーダーヴァイマル、オーバーヴァイマルからヴァイマル町が成立した。1972年7月1日に長期にわたった議論の末に、ロート、ヴァイアースハウゼン、ヴェンクバッハがヴァイマル町に合併した。ヘッセン州議会が決議した地域再編に伴って、1974年7月1日にアルゲンシュタイン、ケーナ、ネッセルブルン、ニーダーヴァルゲルン、シュテーデバッハ、ヴォルフスハウゼンが新たに加わって、この町は拡大した。

### 人口統計
この町の、2008年1月1日現在の人口は 7,021人で、このうち男性が 3,429人 (48.4 %)、女性が 3,592人 (51.2 %) である。外国人人口は 166人 (2.4%) である。失業率は 162人 (2.3%) である。年齢構成は、18歳までは 1,307人 (18.6%)、18歳から60歳までが 4,146人 (59.1 %)、60歳以上が 1,568人 (22.3) である。

## 行政

### 議会
ヴァイマル (ラーン) の町議会は、31議席からなる。

### 首長
ヴァイマル (ラーン) の町長は、2010年からペーター・アイダム（無所属）が務めている。前任者のフォルカー・ムート (SPD) は2004年から2010年までこの職にあった。2010年7月4日の町長選挙で無所属のペーター・アイダムはCDU、Grüne、Bürgerliste Weimar の推薦を受け、当時現職のムートを相手に 61 % の票を獲得した。FDPは候補者を立てず、推薦も行わなかった。

### 紋章
図柄: この町の紋章は、赤地と銀地（白地）に左右二分割。その中央に互いに逆側の地色に彩色されたバラの花。
この紋章は1971年3月11日にヘッセン内務大臣の認可を得た。この紋章は、赤/白の地色の町の旗にも描かれている。

### 姉妹自治体
- ソウトリー（イギリス、ケンブリッジシャー）
- ヴータ＝ファルンローダ（ドイツ、テューリンゲン州）
- スウプツァ（ポーランド、ヴィエルコポルスカ県）2007年4月

## 文化と見所

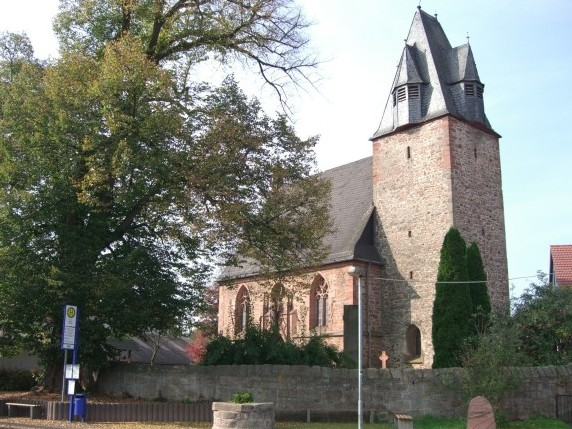
ヴェンクバッハの防衛教会

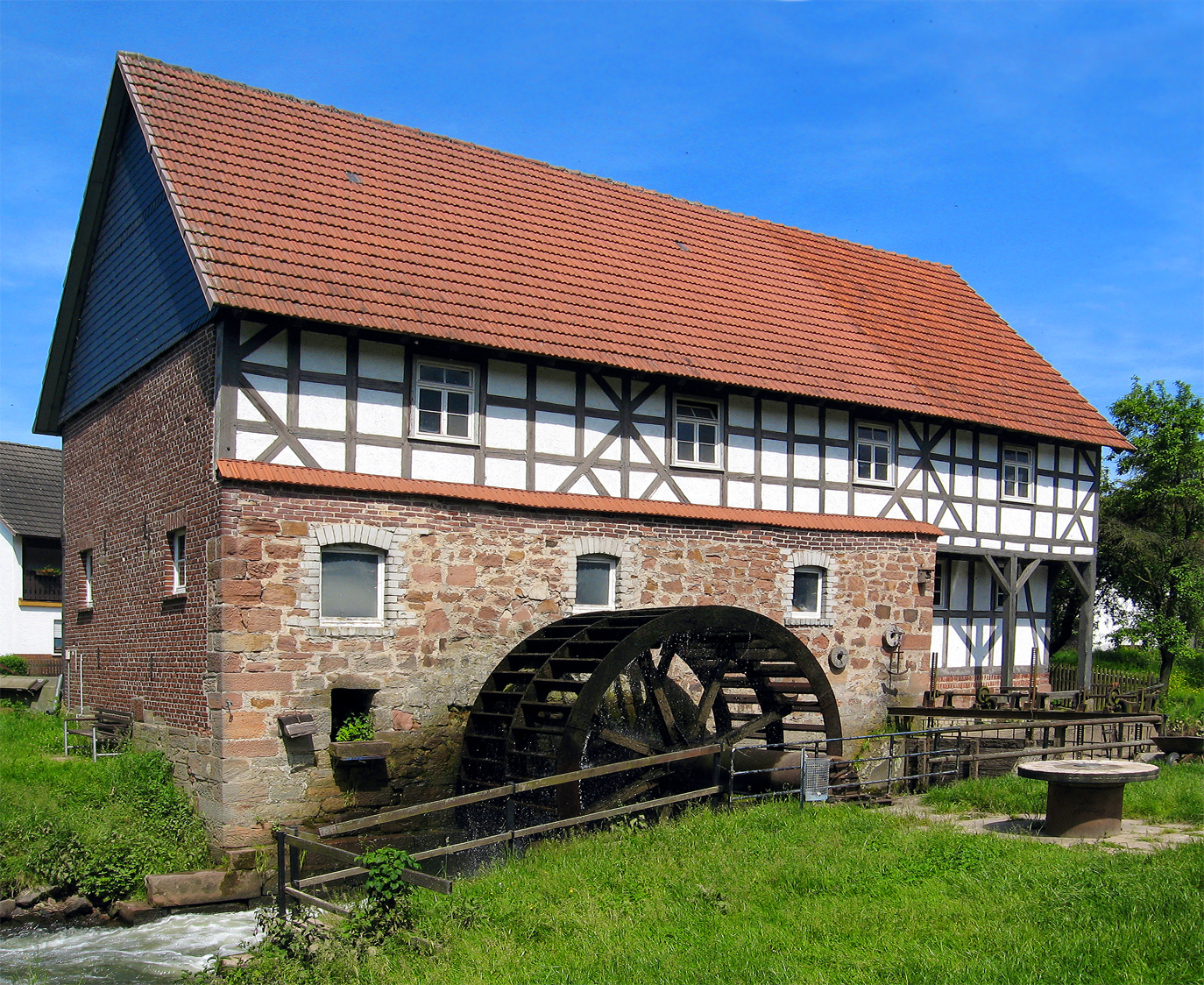
アルゲンシュタインの水車

### 建築
この町の見応えのある建築物には、ヴェンクバッハ地区の防衛教会の他、ニーダーヴァイマルの教会、ニーダーヴァルゲルンの教会、アルナの教会、ロートの教会がある。また、アルゲンシュタインの水車、ロートのシナゴーグ、さらにはいくつかの地区に遺る古い木組み建築も見応えがある。

### 音楽
この町の各地区には様々な音楽サークルがあり、多彩な音楽を楽しむ機会を提供している。多くの歌謡サークルや合唱団からブラスアンサンブルやヴェンクバッハ市民文化協会のオーケストラまであらゆる種類の音楽サークルがある。

### スポーツ
この町で最も大きなスポーツクラブは、SG ニーダーヴァルゲルン/ヴェンクバッハ、SC ロート/アルゲンシュタイン、TSV ニーダーヴァイマルである。サッカー分野では、SG ニーダーヴァルゲルン/ヴァンクバッハと、SC ロート/アルゲンシュタインとで合同チームを形成し、FSG ジュートクライスとしてヘッセン・クライスリーガ B（クライス・ビーデンコプフ）に参加している。TSV ニーダーヴァイマルは、2009年以降独自のチームを持たず、マールブルクのハダムスハウゼン地区のクラブと共同で形成したチームでヘッセン・クライスリーガ A（クライス・マールブルク）に参加している。サッカー以外のスポーツ種目のクラブもある。テニスではたとえば SG ニーダーヴァルゲルン/ヴェンクバッハや、ヴォルフスハウゼンにある TV ヴァイマルがある。卓球は、ヴェンクバッハの市民文化協会の卓球部門で楽しめる。
- ニーダーヴァイマルの教会
- ニーダーヴァルゲルンの教会
- アルナの教会
- ロートの教会
- ロートのシナゴーグ

## 経済と社会資本

### 経済
この町最大の工業地域はヴェンクバッハ地区の南端にある。ここには YKK や Pauly の工場がある。この地区にはこの他に小さな手工業者がある。

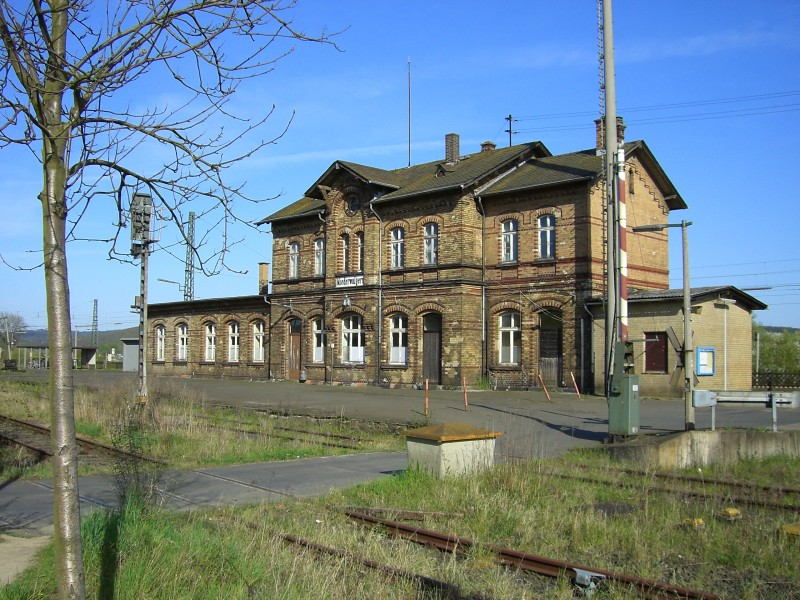
ニーダーヴァルゲルン駅

### 交通
町域を 4 車線の連邦道 B3号線が通っている。この道路への入口として、ギッセルベルク、ニーダーヴァイマル、ヴォルフスハウゼン/ロート・ランプがある。また、マールブルク発の連邦道 B255号線が町内を通り、グラーデンバッハおよびヘルボルン方面への交通を担っている。ニーダーヴァルゲルンとニーダーヴァイマルには、マイン＝ヴェーザー鉄道カッセル - フランクフルト線の駅があり、レギオナルバーンやレギオナルエクスプレス（ニーダーヴァルゲルンのみ）の列車が停車する。様々なバス路線が、地区間および近隣市町村間を結んでいる。

### レクリエーション施設
多くの地区に、遊戯広場など小規模なレクリエーション施設がある。地域の外にまで知られているのは、ニーダーヴァルゲルンのゼーパークである。

### メディア
ヴァイマル (ラーン) 町内では、オーバーヘッシシェ・プレス (OP) が刊行されている。マールブルガー・ノイエ・ツァイトゥングは刊行を停止した。週刊のフリーペーパーとしては、水曜日のマールブルク・エクストラと土曜日のヴィン（この 2 紙はともに OP が刊行する）および水曜日のミッテルヘッシシェ・アンツァイゲン＝ツァイトゥング (MAZ)、日曜日のゾンタークモルゲンマガツィーン (SMM) がある。ヴィッティヒ出版社からは、毎週、町の広報紙が発刊される。また、月に一度無料情報紙ラーンブリックが刊行される。

## 引用
1. ↑  Hessisches Statistisches Landesamt: Bevölkerung in Hessen am 31.12.2023 (Landkreise, kreisfreie Städte und Gemeinden, Einwohnerzahlen auf Grundlage des Zensus 2011)]
2. ↑  Oberhessische Presse 2008年4月23日付け
3. ↑  2011年3月27日の町議会議員選挙結果、ヘッセン州統計局（2012年6月23日 閲覧）
4. ↑  Neuer Bürgermeister – alte Mittagspause-Zeiten Oberhessische Presse（オンライン版）2010年12月30日付け（2012年6月23日 閲覧）
5. ↑  FSG Südkreis 2 fussball-im-verein.de （2012年6月23日 閲覧）
6. ↑  SG Nd.weimar/Haddamsh. fussball-im-verein.de （2012年6月23日 閲覧）